# Квинт Реммий Палемон
Квинт Ре́ммий Палемо́н (лат. Quintus Remmius Palaemon; I век) — древнеримский грамматик, учитель Авла Персия Флакка.

## Биография
Палемон родился в Виценции (современная Виченца) и был по происхождению рабом. По сообщению Светония, он впоследствии получил свободу, преподавал в школе в Риме и считался лучшим грамматиком своего времени.
Светоний описывал Реммия Палемона как расточительного и надменного человека. Он вёл настолько шикарный образ жизни, что мылся несколько раз в день. Императоры Тиберий и Клавдий полагали, что Реммий Палемон был слишком заносчивым, чтобы доверить ему воспитание мальчиков и юношей. Так, Палемон называл великого ученого Варрона свиньёй. При этом Реммий Палемон обладал замечательной памятью и писал стихи разными и необычными размерами; владел искусством стихотворной импровизации. Он пользовался репутацией выдающегося учителя, и есть свидетельства, что Квинтилиан и Персий были его учениками.
Его не сохранившаяся до наших дней работа «Ars» содержала систему грамматики, которая широко использовалась в то время, на неё опирались и последующие грамматики. В ней были отражены нормы правильного произношения, примеры варваризмов и солецизмов. Дошедшая до нас «Ars grammatica», открытая в XV веке Джованни Понтано, и другие незначительные научные труды на ту же тематику приписываются Реммию Палемону ошибочно.